# (33575) Joshuajacob
1999 JR33 (asteroide 33575) é um asteroide da cintura principal. Possui uma excentricidade de 0.03816730 e uma inclinação de 2.53748º.
Este asteroide foi descoberto no dia 10 de maio de 1999 por LINEAR em Socorro.